# سيرغي لوجكوف
سيرغي لوجكوف هو لاعب كرة قدم روسي في مركز الوسط، ولد في 11 أكتوبر 1990. لعب مع FC Volga Ulyanovsk ‏.

## وصلات خارجية
- سيرغي لوجكوف على موقع قاعدة بيانات كرة القدم.إي يو (الإنجليزية)
- سيرغي لوجكوف على موقع Soccerway.com (الإنجليزية)